# 洪君祥
洪君祥（13世纪—1309年），元朝将领，小字双叔，又作双寿，出身高丽王朝，元成宗时中书右丞。
祖先受唐朝派遣，前往新罗，于是世居三韩。父、祖于金朝末年降蒙古军。洪君祥是洪福源第五子。十四岁时，随兄洪茶丘于上京见元世祖忽必烈，世祖命选师儒教诲。至元三年（1266年），奉命统高丽兵三百人，参与修筑万寿山，开通通州运河。跟随蒙古军讨伐高丽权臣林衍。至元八年（1271年），从秃花秃烈戍河南。掠南宋淮东、西之地。宋朝灭亡，历任中卫亲军千户、副都指挥使、枢密院判官。至元二十三年（1286年），担任同佥枢密院事。次年，随忽必烈东征乃颜，写下《东征录》。至元三十年（1293年），奉命主持设置耽罗到鸭绿江口水驿十一所。大德二年（1298年），因为御史台弹劾他贪污受贿被罢职。大德七年（1303年），拜为中书右丞。大德十年（1306年），出为江浙行省右丞。转任辽阳行省右丞。请朝廷增加巡兵，设置儒学提举官、都镇抚，元武宗即位后，召为枢密院事。改为辽阳行省平章政事，商议行省事。至大二年（1309年）卒。

## 延伸阅读
[在维基数据编辑]
 《新元史/卷176》，出自柯劭忞《新元史》